# TACAM T-38

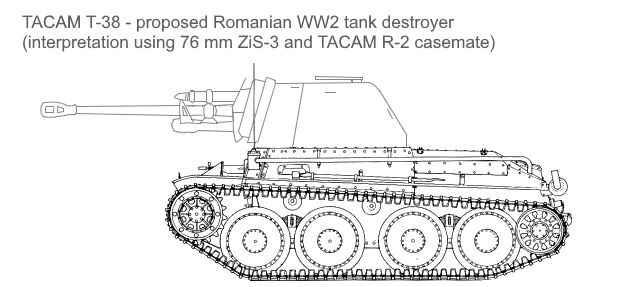

TACAM T-38 (Tun Anticar pe Afet Mobil T-38) a fost un proiect dezvoltat de Armata Română în timpul celui de-al Doilea Război Mondial. În 1943, Statul Major a hotărât să transforme câteva zeci de tancuri T-38 în vânători de tancuri, după modelul TACAM R-2. Patruzeci de tunuri de fabricație sovietică (capturate) de calibru 76.2 mm au fost păstrate pentru acest plan.  Fiindcă proiectul TACAM R-2 nu a fost finalizat, planurile pentru fabricarea autotunului TACAM T-38 nu au fost puse în practică.